# Open Windows
Pour plus de détails, voir Fiche technique et Distribution.
Open Windows (Meurtre sous surveillance au Québec) est un thriller hispano-américain écrit et réalisé par Nacho Vigalondo, de l'adaptation de Juan Antonio Bayona, sorti en 2014. Le film a la particularité d'être entièrement tourné à la webcam, au téléphone portable et à la caméra de surveillance. De plus, le spectateur découvre le film à travers l'écran d'ordinateur de Nick, le personnage principal durant la quasi-totalité de l’œuvre.

## Synopsis
Une actrice se retrouve piégée par des ordinateurs et webcams par un fan, lui-même piégé après avoir gagné un concours pour rencontrer son idole…

## Fiche technique
- Titre original : Open Windows
- Réalisation : Nacho Vigalondo
- Scénario : Nacho Vigalondo
- Direction artistique : Javier Alvariño et Soledad Seseña
- Costumes : Cristina Sopeña
- Photographie : Jon D. Romínguez
- Montage : Bernat Vilaplana
- Musique : Jorge Magaz
- Production : Belén Atienza, Mercedes Gamero et Enrique López Lavigne
- Sociétés de production : Antena 3 Films, Apaches Entertainment, Wild Bunch et The Woodshed
- Pays d’origine :  Espagne/ États-Unis
- Langues originales : espagnol, anglais
- Format : Couleurs - 35 mm - 1.85:1 -  Son Dolby numérique
- Genre : Thriller
- Dates de sortie :
  - Espagne : 4 juillet 2014
  - États-Unis : 2 octobre 2014 en VàD
  - France :  26 Decembre 2014

## Distribution
- Elijah Wood (VF : Alexandre Gillet) : Nick Chambers
- Sasha Grey (VF : Julia Vaidis-Bogard) : Jill Goddard
- Neil Maskell (VF : Bruno Magne) : Chord
- Iván González (VF : Loïc Houdré) : Tony

Source et légende : Version française (VF) sur RS Doublage et selon le carton de doublage.